# شي ناي آن
شي ناي آن (بالصينية: 施耐庵 or 施耐菴)، (1296 - 1372)، كان كاتباً صينياً من سوجو. تُنسب إليه رواية حافة الماء أحد الروايات الكلاسيكية العظيمة الأربع في الأدب الصيني.
المصادر شحيحة التي تتكلم عن سيرته الذاتية، لكن يُعتقد بأنه كان مُعلم المؤلف الصيني لو قوانتشونغ صاحب ومؤلف رواية رومانسية الممالك الثلاث.
يعتقد بعض الباحثين والمؤرخين بأن لا وجود لشي ناي آن وأنه اسمٌ مُستعار.
وُضعت جائزة باسمه وهي جائزة شي ناي آن الأدبية.

## روابط خارجية
- مؤلفات شي ناي آن في مشروع غوتنبرغ
- أعمال أو نبذة عن شي ناي آن على أرشيف الإنترنت